# Neder-Fjällsjön
Neder-Fjällsjön är en sjö i Bergs kommun i Jämtland och ingår i Ljungans huvudavrinningsområde. Sjön har en area på 0,223 kvadratkilometer och ligger 810,3 meter över havet. Sjön avvattnas av vattendraget Höstan.

## Delavrinningsområde
Neder-Fjällsjön ingår i det delavrinningsområde (698388-138127) som SMHI kallar för Utloppet av Neder-Fjällsjön. Medelhöjden är 830 meter över havet och ytan är 1,66 kvadratkilometer. Räknas de 2 avrinningsområdena uppströms in blir den ackumulerade arean 22,4 kvadratkilometer. Höstan som avvattnar avrinningsområdet har biflödesordning 3, vilket innebär att vattnet flödar genom totalt 3 vattendrag innan det når havet efter 303 kilometer. Avrinningsområdet består mestadels av skog (59 procent) och kalfjäll (19 procent). Avrinningsområdet har 0,22 kvadratkilometer vattenytor vilket ger det en sjöprocent på 13,2 procent.